# Aphidius atropetiolatus
Aphidius atropetiolatus är en stekelart som beskrevs av William Harris Ashmead 1890. Aphidius atropetiolatus ingår i släktet Aphidius och familjen bracksteklar. Inga underarter finns listade i Catalogue of Life.